# Murs de la paix

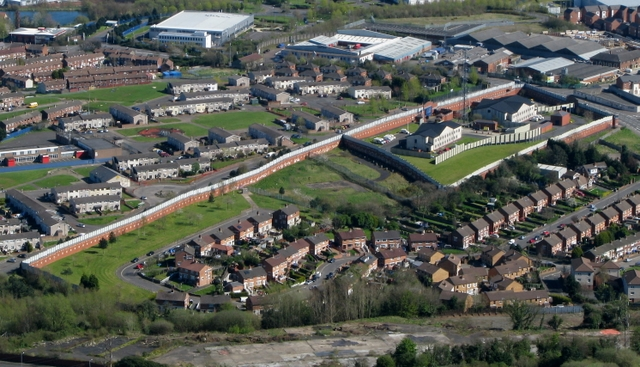
Mur de la "peace line", haut de 5,5m, le long de Springmartin Road (quartier ouest de Belfast) avec, sur la droite, un poste de police fortifié lui-même entouré d’une enceinte.

Les murs de la paix (anglais : Peace Walls, appelés aussi Peace Lines : « Lignes de la paix ») désignent une série de barrières de séparation construites pour la plupart à Belfast, Londonderry et Portadown en Irlande du Nord pour séparer les quartiers catholiques des quartiers protestants de la ville. Leur objectif est de limiter ainsi les violences entre ces deux communautés. La longueur de ces portions de mur varie de quelques centaines de mètres à plus de 5 km. On recensait 99 murs de la paix en 2013. Cette même année le gouvernement nord-irlandais s'est engagé à détruire les murs de la paix dans les dix ans, mais en 2023, l'essentiel des murs sont encore en place.

## Historique
Les premiers murs de la paix ont été construits en juillet 1969 par les forces de l’ordre, afin de remplacer les « barricades » élevées trois ans avant par la population des « Interfaces », les quartiers mixtes habités à la fois par des catholiques et des protestants, destinées à se protéger des affrontements entre les deux communautés. 
Initialement édifiés avec de simples tôles et des fils barbelés, car destinés à ne rester en place que six mois, ces murs sont finalement devenus des constructions permanentes en raison de leur efficacité. Au fil des années, ils sont devenus plus longs, plus larges, mais surtout plus nombreux. Leur démolition était prévue après que, le 9 mai 2013, le gouvernement nord-irlandais s'est engagé à les détruire dans les dix ans. Dans les faits aucun projet de démolition n’a vu le jour en raison des craintes des populations des quartiers concernés mais aussi de l’usage touristique de ces murs.

## Structure des murs
Les murs sont faits de fer, de brique, de béton, d'acier et peuvent atteindre une hauteur allant jusqu'à environ 7,5 mètres (ou 25 pieds). Souvent, ils sont équipés de grillages métalliques qui les rendent encore plus difficiles à franchir.
 
Certains possèdent des portes surveillées par des militaires et par la police, qui permettent le passage des populations durant la journée (chacun des résidents possède d’ailleurs une clé). Cependant, dès que la nuit tombe et pendant le week-end (ou lorsque les tensions s’accroissent) les portes sont fermées et tout passage est interdit.

## Évolution
Les murs de la paix sont devenus des lieux de tourisme. Les Black Taxis (taxis noirs) promènent des groupes de visiteurs le long des lignes de la paix à Belfast, vers les points chauds et pour voir les peintures murales célèbres.